# Nomada suffossa
Nomada suffossa är en biart som beskrevs av Cockerell 1922. Nomada suffossa ingår i släktet gökbin, och familjen långtungebin. Inga underarter finns listade i Catalogue of Life.